# Damián Borrás
Damián Borrás Camps (Mahón, Islas Baleares, 29 de diciembre de 1963) es un regatista del Club Marítimo de Mahón, entrenador de vela y escritor español.
Comenzó a navegar en la clase Optimist a la  edad de 5 años, obteniendo el subcampeonato de Baleares en 1975, pasando a la clase Snipe a los 12 años, como tripulante de su padre Antonio Borrás y posteriormente de su primo Damián, que fueron sus primeros tutores. Participó en su primera regata nacional en el campeonato de España de 1977, celebrado en Ciudadela.
En 1982, con 18 años, consiguió su primer campeonato de España juvenil en el Club Náutico Los Nietos, con Borbolla de tripulante. Pero sería en 1994 cuando conseguiría su logro más importante, proclamándose campeón de Europa de la clase Snipe con Javier Magro. Anteriormente había sido subcampeón en 1988 y 1992. También con Javier Magro ganó el Campeonato de España de la clase Snipe en 1997.
Su primer Campeonato del Mundo absoluto lo disputó en La Rochelle (Francia) en 1987 donde finalizó 6º y el último donde participó fue en Ilhabella (Brasil) en 2019 donde finalizó 3º (32 años después) con su tripulante Jordi Triay.
Consiguió el título de Campeón del Mundo Master (mayores de 45 años) con Jordi Triay en 2018 y con Sara Franceschi en 2023. Ha sido también Campeón de Europa Master en tres ocasiones (2011, 2013, 2015).
En 2024 ganó el campeonato de Europa para tripulaciones mixtas con Carmen Pumariega.
También venció en el Trofeo Princesa Sofía (2016, 2017, 2018 y 2019).
Ha sido entrenador del equipo español de la clase Snipe en europeos como Pori (Finlandia 2006), Las Palmas (España 2008), Cervia (Italia 2012) o Pori (Finlandia 2018) donde se consiguieron victorias, así como en la clase Láser, donde logró innumerables títulos culminando con su participación con el entrenador de la selección de Laser Radial español en Río de Janeiro 2016. Actualmente es el entrenador del equipo de snipe juvenil del Club Marítimo de Mahón, donde su equipo logró ganar el Campeonato de España Juvenil (2024) en su primera regatta nacional. Antes fue el entrenador del equipo de ILCA 4 y 6 del club (hasta 2024), también fue entrenador oficial de la Federación Balear de Vela.
En 2024 publicó su primer libro, Tejados de Cartón, una novela histórica con el trasfondo de la ocupación nazi de Polonia, inspirado por historias de su entrenador de vela polaco, Andy Zawieja.

## Tripulantes
- 1977-1978 Luis Pons
- 1978-1985 Javier Borbolla
- 1985-1988 Luciano García
- 1989- 1994 Puri Lluch
- 1894- 1999 Javier Magro
- 1999-2001 Juan Magro
- 2001-2011 Tiempo de entrenador
- 2011-2012 Alejandro Fresneda
- 2012-2013 Borja Llopis
- 2013- 2015 Carlos Bats
- 2014-2018 Sara Franceschi
- 2018-2019 Jordi Triay
- 2019-2024 Sara Franceschi